# Ardisia waitakii
Ardisia waitakii är en viveväxtart som beskrevs av C.M. Hu. Ardisia waitakii ingår i släktet Ardisia och familjen viveväxter. Inga underarter finns listade i Catalogue of Life.